# Vozokany (district de Galanta)
Pour les articles homonymes, voir Vozokany.
Vozokany est un village de Slovaquie situé dans la région de Trnava.

## Histoire
Première mention écrite du village en 1240.
La localité fut annexée par la Hongrie après le premier arbitrage de Vienne le 2 novembre 1938. En 1938, on comptait 1 341 habitants dont 17 juifs. Elle faisait partie du district de Galanta, en hongrois Galántai járás. Le nom de la localité avant la Seconde Guerre mondiale était Vozokany/Vezekény. Durant la période 1938-1945, le nom hongrois Pozsonyvezekény était d'usage. À la libération, la commune a été réintégrée dans la Tchécoslovaquie reconstituée.

## Démographie

### Évolution de la population
| Année:               | 1994. | 2004.   | 2014.   | 2024.   |
| -------------------- | ----- | ------- | ------- | ------- |
| Nombre de personnes: | 1107  | 1103    | 1186    | 1089    |
| Différence:          |       | -0,36 % | +7,52 % | -8,17 % |

| Année:               | 2023. | 2024.   |
| -------------------- | ----- | ------- |
| Nombre de personnes: | 1092  | 1089    |
| Différence:          |       | -0,27 % |